# Coppa Sabatini
De Coppa Sabatini is een eendaagse wielerwedstrijd in de gemeente Peccioli in Italië. De wedstrijd werd voor het eerst in 1952 georganiseerd. Sinds 2005 maakt de Coppa Sabatini deel uit van het Europese continentale circuit van de UCI, de UCI Europe Tour.

## Lijst van winnaars

### Meervoudige winnaars
| Overwinningen | Renner             | Land        | Jaren       |
| ------------- | ------------------ | ----------- | ----------- |
| 2             | Primo Volpi        | Italië      | 1952 + 1953 |
| 2             | Rino Benedetti     | Italië      | 1954 + 1959 |
| 2             | Dino Bruni         | Italië      | 1961 + 1963 |
| 2             | Franco Bitossi     | Italië      | 1966 + 1968 |
| 2             | Moreno Argentin    | Italië      | 1983 + 1990 |
| 2             | Maurizio Fondriest | Italië      | 1989 + 1994 |
| 2             | Dmitri Konysjev    | Rusland     | 1999 + 2001 |
| 2             | Giovanni Visconti  | Italië      | 2006 + 2007 |
| 2             | Sonny Colbrelli    | Italië      | 2014 + 2016 |
| 2             | Marc Hirschi       | Zwitserland | 2023 + 2024 |

### Overwinningen per land
| Overwinningen | Land                                                          |
| ------------- | ------------------------------------------------------------- |
| 54            | Italië                                                        |
| 3             | België                                                        |
| 2             | Colombia, Denemarken, Frankrijk, Rusland, Spanje, Zwitserland |
| 1             | Duitsland, Kazachstan, Nieuw-Zeeland, Oekraïne, Zweden        |